# Religia w Norwegii

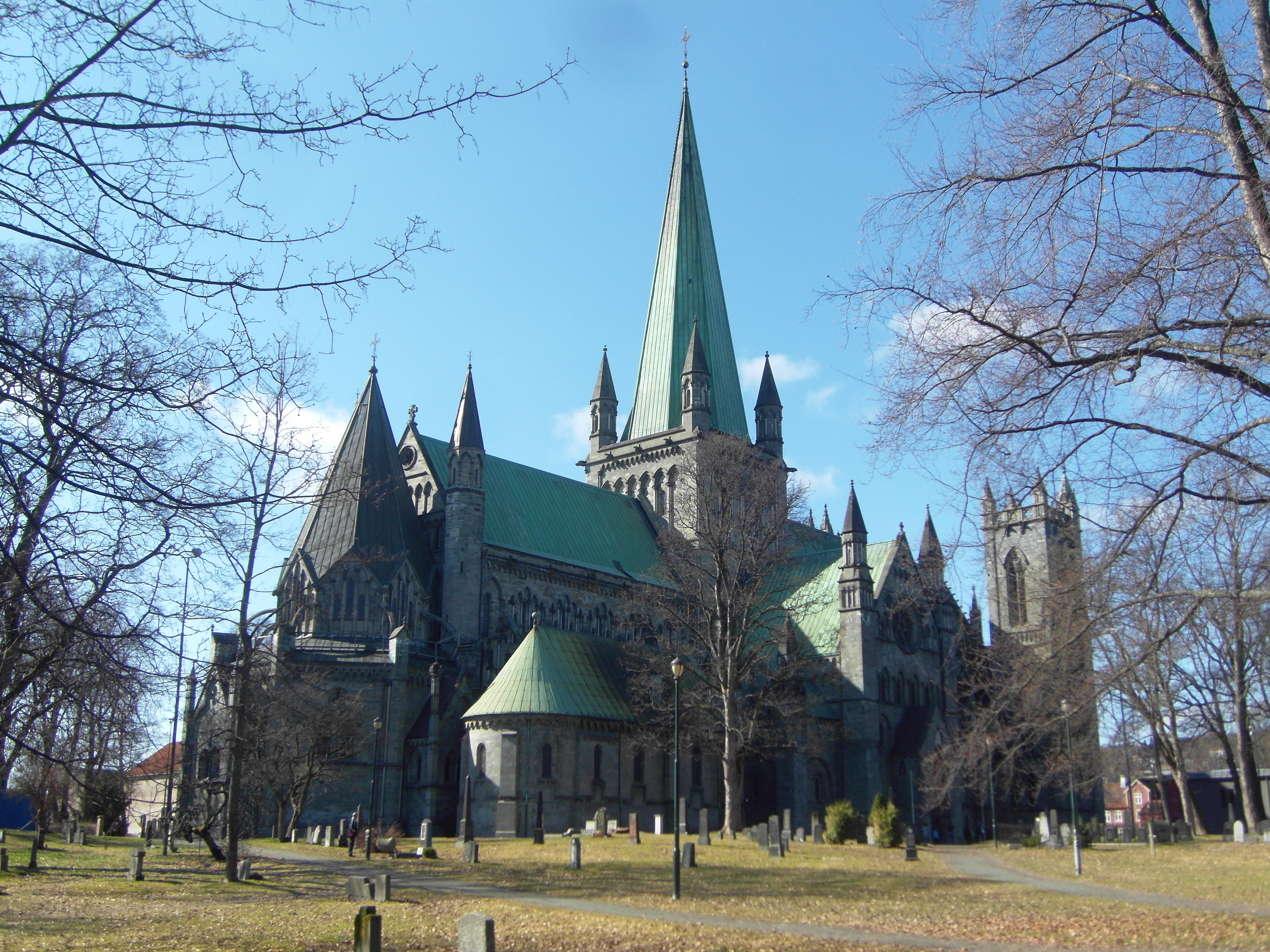
Katedra Nidaros w Trondheim

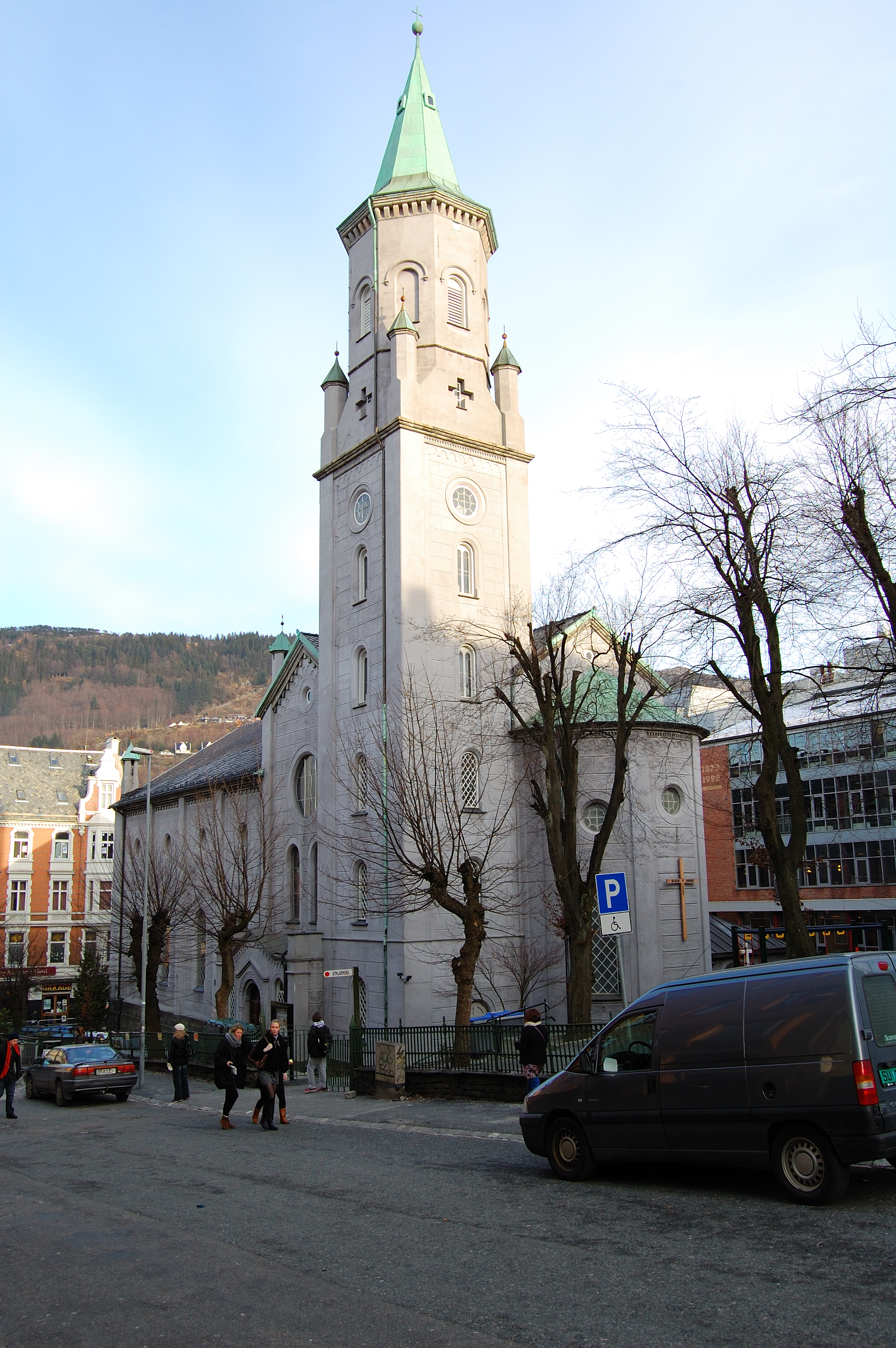
Kościół katolicki św. Pawła w Bergen

Religia w Norwegii zdominowana jest przez luteranizm. Chociaż blisko 63% populacji należy do Kościoła Norweskiego, frekwencja w świątyniach wynosi mniej niż 5%. Członkami innych wspólnot religijnych jest ponad 10% ludności, a około 25% ludności nie należy do żadnej wspólnoty religijnej. Największymi mniejszościami religijnymi w Norwegii są: muzułmanie i katolicy, a wśród rodowitych mieszkańców zielonoświątkowcy. 
Odsetek Norwegów którzy deklarują, że oglądają media religijne co miesiąc lub częściej, jest znacznie wyższy niż odsetek osób uczęszczających do kościoła. Norwegowie mają tendencję do indywidualnej i prywatnej praktyki religijnej. Coraz mocniej swoją obecność zaznacza proces sekularyzacji. W Norwegii połowa populacji nie wierzy w Boga, zgodnie z badaniem z 2022 r..
Według najnowszego sondażu Eurobarometru z 2010 roku odpowiedzi mieszkańców Norwegii na pytania w sprawie wiary były następujące:
- 22% – „Wierzę w istnienie Boga”,
- 44% – „Wierzę w istnienie pewnego rodzaju ducha lub siły życiowej”,
- 29% – „Nie wierzę w żaden rodzaj ducha, Boga lub siły życiowej”,
- 5% – „Nie wiem”.

## Chrześcijaństwo
Chrześcijaństwo zawitało do Norwegii w X wieku, za panowania Olafa I. Chrześcijańska Norwegia należała do Kościoła katolickiego aż do reformacji. W roku 1537 król Danii Chrystian III Oldenburg, pod panowaniem którego była Norwegia, zarządził konwersję na luteranizm, który oficjalnie został przyjęty dwa lata później.
Od 2005 roku Kościół Norwegii odnotowuje spadek liczby wiernych, co jest spowodowane laicyzacją społeczeństwa, a także dużym wzrostem innych wspólnot religijnych, w tym Kościoła katolickiego. Już w 2012 roku oszacowano, że w Norwegii mogło być ok. 200 tysięcy katolików, czyli znacznie więcej niż podawały dane rządowe. Większość katolików to imigranci z zagranicy, głównie z Polski.
Po 2020 roku znacząco wzrosła liczba członków Ukraińskiego Kościoła Prawosławnego.

## Islam

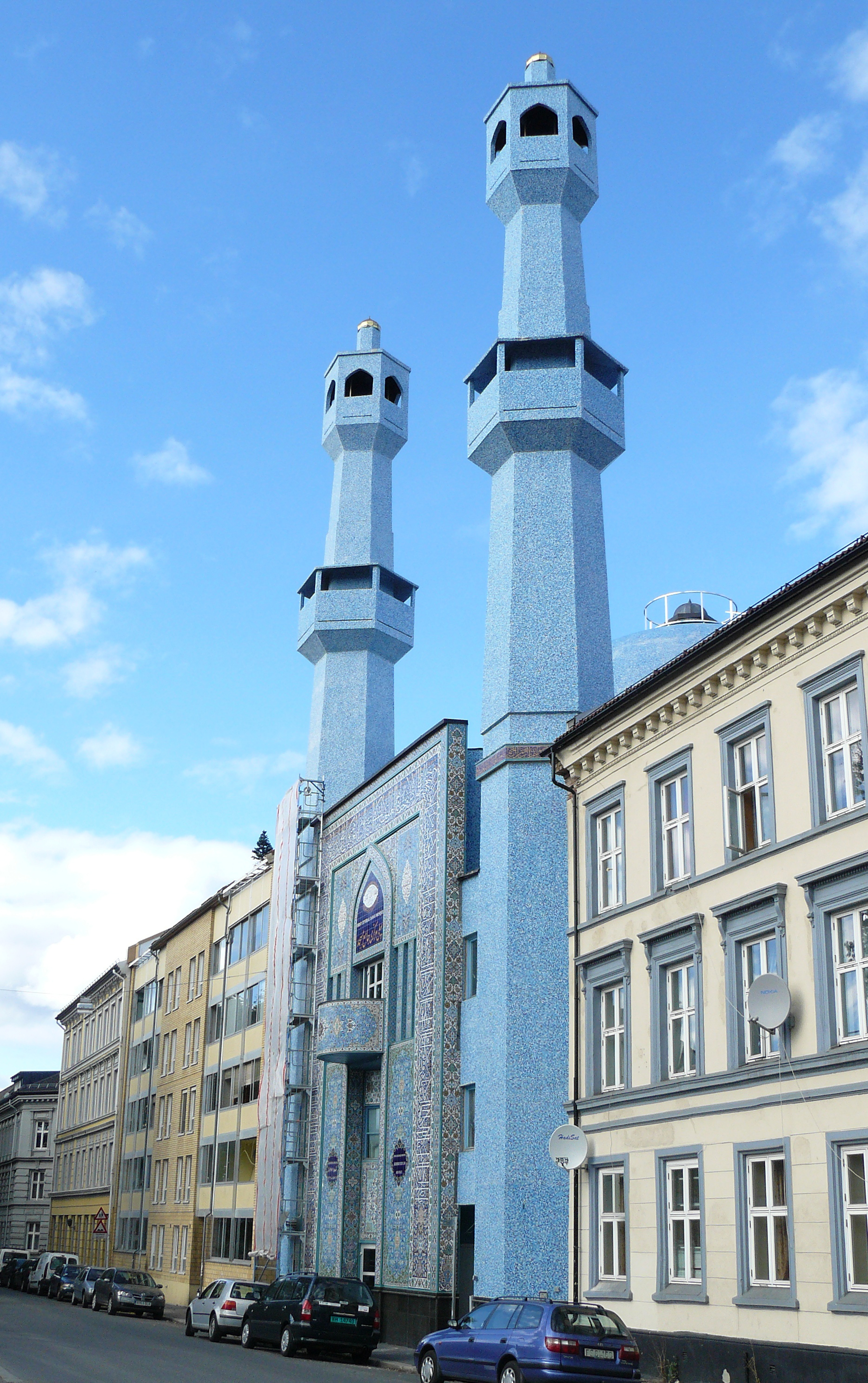
Meczet w Oslo

Według rządowych statystyk islam wyznaje 190,5 tys. (3,4%) mieszkańców, co czyni go drugą religią w Norwegii po chrześcijaństwie. Największym skupiskiem wyznawców islamu (dane z 2020) jest Oslo, w którym żyje 37% (64 882) wszystkich muzułmanów. Inne większe skupiska wyznawców tej religii to: Akershus (23 812), Østfold (13 620), Buskerud (13 011) i Rogaland (11 742). Większość wyznawców to imigranci z krajów azjatyckich i afrykańskich, głównie z Somalii, Pakistanu, Iraku, Syrii, Erytrei, Iranu, Afganistanu i Turcji. Według badań Pew Research Center odsetek wyznawców islamu w Norwegii wzrósł z 3,7% w 2010 roku do 5,7% w roku 2016.

## Buddyzm
Rządowe statystyki odnotowały w ostatnich latach wzrost liczby wyznawców buddyzmu do obecnej populacji 22,8 tys. wyznawców (0,41%). Większość wyznawców to imigranci z krajów azjatyckich, głównie z Wietnamu, Tajlandii i Sri Lanki.

## Statystyki

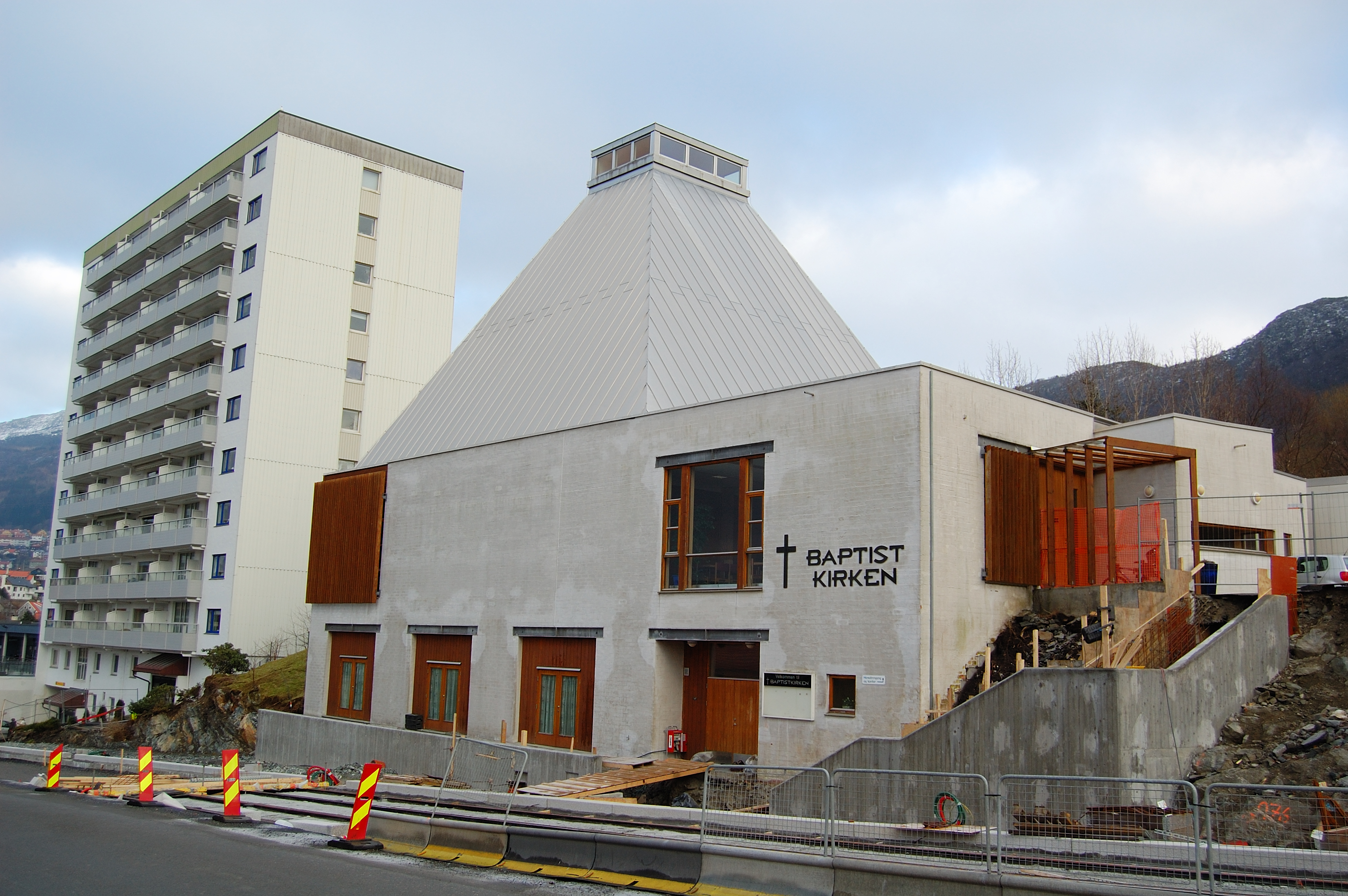
Kościół Baptystyczny w Bergen

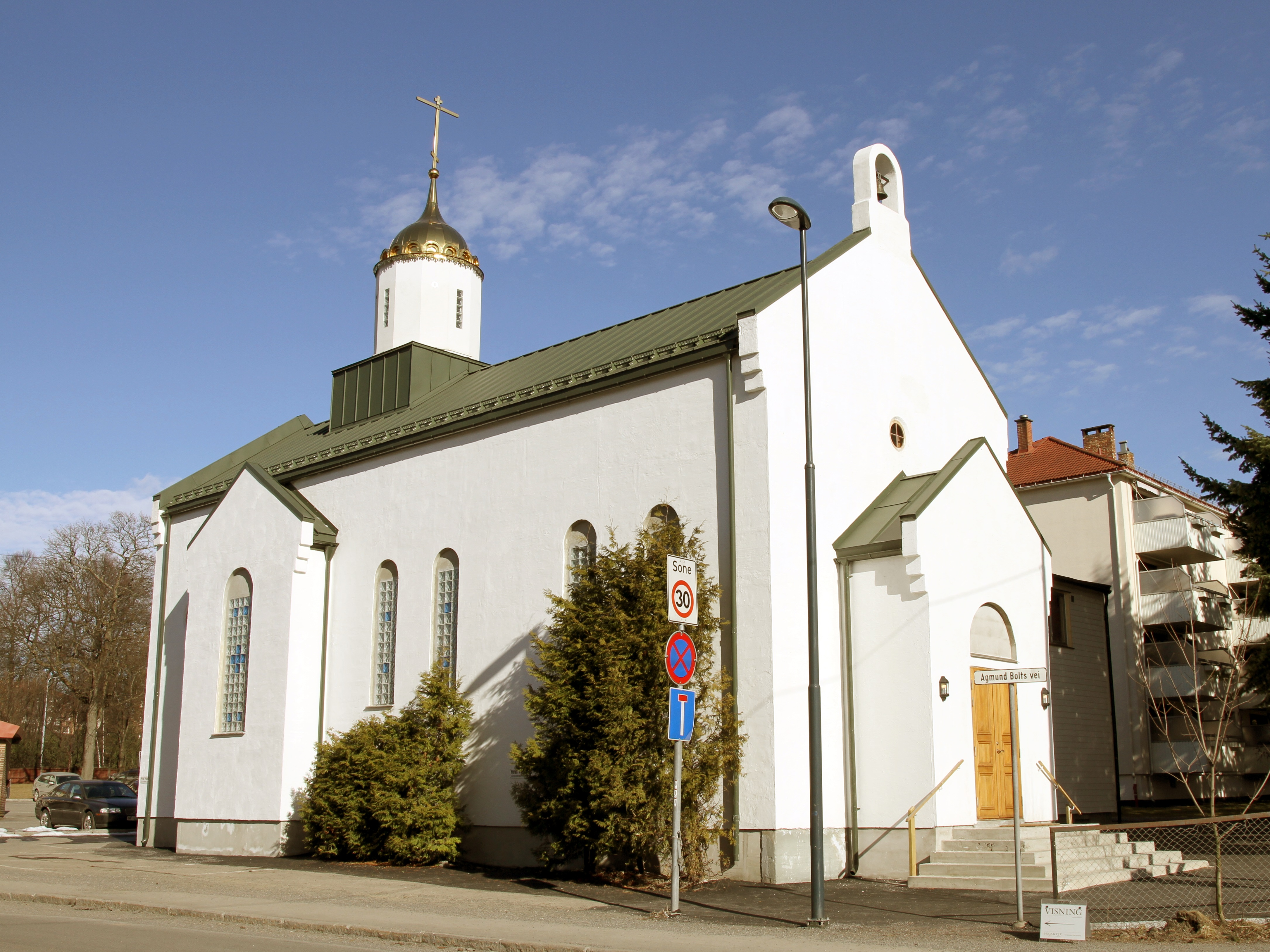
Cerkiew prawosławna
św. Mikołaja w Oslo

Rządowe dane statystyczne na 2024 rok:
| Religie/kościoły                             | Liczba osób | Procent ludności |
| -------------------------------------------- | ----------- | ---------------- |
| Kościół Norwegii                             | 3 472 195   | 62,6%            |
| Islam                                        | 190 452     | 3,43%            |
| Kościół katolicki                            | 166 663     | 3,00%            |
| Zbory Zielonoświątkowe                       | 41 017      | 0,74%            |
| Kościół Prawosławny                          | 36 498      | 0,66%            |
| Buddyzm                                      | 22 768      | 0,41%            |
| Wolny Kościół Ewangelicko-Luterański         | 19 523      | 0,35%            |
| Hinduizm                                     | 13 871      | 0,25%            |
| Świadkowie Jehowy                            | 12 683      | 0,23%            |
| Szwedzka Kongregacja (luteranizm)            | 12 605      | 0,23%            |
| Konwencja Misyjna (luteranizm)               | 11 366      | 0,2%             |
| Norweska Unia Baptystyczna                   | 10 653      | 0,19%            |
| Kościół Metodystyczny                        | 9382        | 0,17%            |
| Kościół Chrześcijański Brunstad              | 8973        | 0,16%            |
| Islandzka Kongregacja Ewangelicko-Luterańska | 5634        | 0,1%             |
| Adwentyści                                   | 4533        | 0,08%            |
| Sikhowie                                     | 4356        | 0,08%            |
| Wspólnota Kościoła Ewangelicko-Luterańskiego | 3102        | 0,06%            |
| Ośrodki Chrześcijańskie                      | 2906        | 0,05%            |
| Fińska Kongregacja Ewangelicko-Luterańska    | 2556        | 0,05%            |
| Wolna Kongregacja Ewangelicka                | 2398        | 0,04%            |
| Wspólnota Chrześcijańska                     | 2332        | 0,04%            |
| Bahaizm                                      | 1075        | 0,02%            |
| Judaizm                                      | 741         | 0,013%           |